# Закарі Лівай
Зака́рі Ліва́й П'ю (англ. Zachary Levi Pugh, ім'я вимовляється як «Зе́кері»; нар. 29 вересня 1980), відоміший під своїм псевдонімом Закарі Лівай — американський актор, режисер та співак. Він грав Чака Бартовські у телесеріалі «Чак», озвучував Фліна Козира в анімаційному фільмі «Рапунцель: Заплутана історія» та знявся у титульній ролі фільму «Шазам!».

## Раннє життя
Захарі Лівай П'ю народився у Лейк Чарльз, Луїзіана, в сім'ї Дарела та Сюзі П'ю. Він — друга дитина у родині П'ю — у нього є дві сестри — Сара та Шекіна. Також Захарі має англійські, німецькі та уельські коріння. Коли Захарі був ще дитиною, його родина жила у різних містах США, поки вони остаточно не оселились у Вентурі, Каліфорнія, де Лівай відвідував Середню Школу Буена чотири роки. Він розпочав грати у театрі у віці 6 років, граючи головні ролі у регіональних виставах, таких як Гріс, Аутсайдери, Олівер, Чарівник з країни Оз і Велика річка у Центрі Мистецтв Сімі Валей.

## Кар'єра

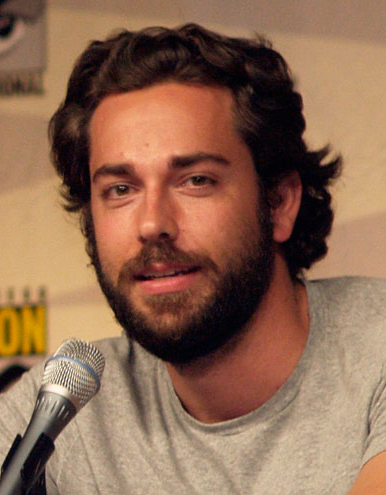
Лівай бере участь у Комік-Коні у Сан-Дієго 2009 разом із телесеріалом «Чак»

Лівай вперше появився на екранах після зйомок у телевізійному фільмі каналу FX Big Shot: Зізнання букмекера кампусу, пізніше він грав Кіппа Стедмена у сіткомі каналу ABC Менше за Ідеальне. Він також грав потенційного хлопця героїні Каризми Карпентер, Джейн, у телевізійному фільмі каналу ABC Family  Зверніться до Джейн. Лівай також був підписаний на роль у телесеріалі каналу ABC під назвою Три на сезон 2004/2005. Серіал був написаний Андрю Райхом та Тедом Коеном та в ньому мали б зніматись Джеймс Ван Дер Бік, Джама Вілліамсон та Джейкоб Піттс, але шоу не було замовлено. Лівай профінансував альбом Кендала Пейна Grown після того, як її було відмовлено у фінансуванні лейблом Capitol Records.
Він отримав роль у Чаці 2007 року. Лівай та Івонн Страховскі, акторка з Чака, були двоє номіновані на Best Action Actor та Actress Choice TV Series на Teen Choice Awards 2010, де вони двоє виграли та презентували нагороди. Влітку 2008 року журнал Entertainment Weekly назвав Лівая одним із «Топ 30 людей молодше 30». Він пізніше зіграв у Елвін та бурундуки 2 головну роль як кузен бурундуків Тобі Севіл. У 2010 він озвучив разом із Менді Мур діснеєвський мультфільм Рапунцель: Заплутана історія, який оснований на популярній казці Рапунцель. Він озвучив Фліна Козира, бандита, який знайшов притулок у вежі Рапунцель. Лівай також озвучив фільм 2010 року Under the Boardwalk: Історія Монополії, документальний фільм про гру Монополію. 2011 року Лівай вів Spike Video Game Awards.
BuddyTV надало йому 97 місце у списку «Найсексуальніших Чоловіків 2011 року».
У 2018 році Лівай зіграв доктора Бенджаміна Еттенберга, коханця головної героїні, Мідж Мейзел, у другому сезоні серіалу «Дивовижна місіс Мейзел». Разом з головними акторами серіалу, Лівай отримав премію Гільдії кіноакторів за «найкращий ансамбль у комедійному серіалі» у січні 2019 року.
5 квітня 2019 року відбулася прем'єра фільму «Шазам!», у якому Лівай зіграв роль титульного супергероя.

### Музика
У квітні 2010 року Кетрін МакФі випустила прев'ю свого кліпу на пісню «Terrified». Ця пісня вийшла у дуеті із Ліваєм (сама пісня мусила бути перезаписана, через те, що оригінальну версію було записано разом із Джейсоном Рівзом), який також появився у кліпі разом із МакФі. 3 травня 2010 пісня стала доступна для розгляду на сайті Entertainment Weekly та сингл став можливим для купівля через iTunes. Повне відео було випущено 7 травня 2010 року на Vevo.
Лівай також включений у саундтрек до фільму Рапунцель: Заплутана історія, де він разом із Менді Мур співає дует «I See the Light», а також у є частиною пісні «I've Got a Dream». На честь номінації пісні на Оскар, Лівай та Мур заспівали «I See the Light» на 83-ій церемонії вручення нагород Оскар.
Лівай також був членом Band From TV, групи, яка складається з різних американських телевізійних акторів.

## Персональне життя
Лівай є ентузіастом спортивних авто та мотоциклів та володіє 2009 Nissan GT-R. Він зустрічався із Кейтлін Крозбі із 2008 до січня 2010.
Лівай є євангелістом ще з самого дитинства. У 2002 році у інтерв'ю із Relevant Magazine він сказав: «Моя завдання на моєму знімальному майданчику, мені здається, це, по-перше, любити людей та входити в їхню довіру, щоб вони зрозуміли, що я насправді їх люблю та дбаю про них та їхній добробут. І щоб у випадку, якщо їм потрібна буде допомога, вони б мали змогу підійти до мене та запитатись: 'Розкажи, як ти підтримуєш свій спокій? Як ти почуваєш себе так комфортно? Звідки ти береш всю цю любов? Звідки ти береш всі свої таланти?'. І я б обернувся до них та без вагання би відповів: 'Ісус Христос'».
У вересні 2010 року Лівай заснував свою власну компанію, The Nerd Machine.
Лівая було обрано учасником у Celebrity All Star Game під час NBA All Star Weekend 2011 у Лос-Анджелесі. Він грав за команду, яку тренував Magic Johnson.
Лівай — шалений геймер, першою грою якого був Super Mario Bros. і який відтоді став цінувати ігри через їхню здатністю надавати «інтерактивні історії».

## Фільмографія
| Рік        | Фільм                                                  | Роль                      | Нотатки |
| ---------- | ------------------------------------------------------ | ------------------------- | --- |
| 2002       | Big Shot: Зізнання букмекера кампусу                   | Адам                      | Телевізійний фільм |
| 2002 —2006 | Менше за Ідеальне                                      | Кіпп Стедман              | ТБ, 81 серія |
| 2003       | Зверніться до Джейн                                    | Грент Ашер                | Телевізійний фільм |
| 2003       | Відділ                                                 | Тодд                      | ТБ, 2 серії: «The Box» і «Hail, Hail, the Gang's All Here» |
| 2004       | Стримай свій ентузіазм                                 | Сповісник                 | ТБ, 1 серія: «Opening Night» |
| 2005       | Справжні партизани                                     | Евон Шварц                | Короткометражний фільм |
| 2006       | Дім великої матусі 2                                   | Кевін                     | |
| 2007       | Спіраль                                                | Берклі                    | |
| 2007       | Ctrl Z                                                 | Бен Піллар                | Короткометражний фільм |
| 2007 —2012 | Чак                                                    | Чак Бартовські            | ТБ, 91 серія Teen Choice Award for Choice TV Actor — Action Номінований—Satellite Award for Best Actor — Television Series Musical or Comedy Номінований—Saturn Award for Best Actor on Television Номінований—Teen Choice Award for Choice TV Actor — Action Номінований—Teen Choice Award for Choice TV Breakout Star — Male |
| 2008       | Незвичайна подорож                                     | Ben                       | |
| 2008       | Проблема Тіффані                                       | Зак                       | Короткометражний фільм |
| 2008       | Американська казка                                     | Працівник лабораторії № 1 | |
| 2008       | Відтінки Рея                                           | Рей Рехман                | |
| 2009       | Каскадери                                              | Трой Ратовські            | |
| 2009       | Елвін та Бурундуки 2                                   | Тобі Севіл                | |
| 2010       | Байрон Філіпс: Знайдено                                | Байрон Філіпс             | Короткометражний фільм |
| 2010       | Рапунцель: Заплутана історія                           | Флін Козир                | Голос Номінований—Teen Choice Award for Choice Movie Animated Voice |
| 2010       | Under the Boardwalk: Історія Монополії                 | Нарратор                  | Голос |
| 2011       | The Guild                                              | Захарі Лівай              | Серія: «Social Traumas» |
| 2012       | Рапунцель: Заплутана історія. Продовження              | Флін Козир                | Голос Короткий фільм |
| 2012       | Let It Go                                              |                           | Закрито перед випуском першої серії |
| 2012       | Перемогти лейбл                                        |                           | Короткометражний фільм |
| 2012       | Немає спокою для нечестивих: Пригоди Мобіуса та Безіла | Аларік Мобіус             | Короткометражний фільм |
| 2012       | Томб Райдер: Останні години                            | ведучий                   | |
| 2013       | Тор: Царство темряви                                   | Фендрал                   | |
| 2017       | Тор: Раґнарок                                          | Фендрал                   | |
| 2019       | Шазам!                                                 | Шазам                     | Біллі Бетсон / Шазам |
| 2021       | Мавританець                                            | Ніл Бакленд               | |
| 2023       | Гарольд і фіолетова крейда                             |                           | |
| 2023       | Шазам 2                                                | Шазам                     | Біллі Бетсон / Шазам |

## Дискографія
- «Terrified» (2010) — Кетрін МакФі із Захарі Ліваєм.
- «I See the Light» (2010) — саундтрек до Рапунцель: Заплутана історія, разом із Менді Мур

### Живі виступи
27 лютого 2011 Лівай та Мур заспівали «I See the Light» на 83-ій церемонії вручення нагород Оскар.

## Відео ігри
| Рік  | Фільм              | Роль          | Нотатки |
| ---- | ------------------ | ------------- | ------- |
| 2010 | Halo: Reach        | 4 трупер      |         |
| 2010 | Fallout: New Vegas | Аркейд Ганнон |         |